# 方廷黑德-奧查德希爾斯 (馬里蘭州)
方廷黑德-奧查德希爾斯（英語：Fairplay）是位於美國馬里蘭州華盛頓縣的一個普查規定居民點。

## 人口
根據2020年美國人口普查的數據，方廷黑德-奧查德希爾斯的面積為11.44平方千米，當中陸地面積為11.44平方千米，而水域面積為0.00平方千米。當地共有人口6189人，而人口密度為每平方千米541人。